# 同窓会 (映画)
『同窓会』（どうそうかい）は、2008年8月16日に公開された日本映画。
宅間孝行が、監督・脚本・主演を務めた（監督・脚本はサタケミキオ名義）。

## ストーリー
30代半ばを越え、ようやく運気が巡ってきた映画プロデューサーの南克之。
新進女優と不倫をしている彼は、ある日高校時代からの初恋を実らせて見事ゴールインした妻の雪に離婚を切り出す。
あっさり承諾された南だったが、それを聞いた同級生の浪越文太は、かつて親友の克之ならばと雪を諦めた過去があるだけに激怒する。

## 登場人物
- 南克之（かっつ）：宅間孝行
- 友永雪（ゆき）：永作博美
- 石川えり（ひめ）：鈴木砂羽
- 浪越文太（ぶんちゃん）：二階堂智
- 和田政子（わだまさ）：阿南敦子
- 利根川一（トネイチ）：飯島ぼぼぼ
- 友永雪（少女時代）：尾高杏奈
- 南克之（少年時代）：兼子舜
- 浪越文太（少年時代）：渡辺大
- 西村清孝
- 北村一輝
- 大崎めぐみ：佐藤めぐみ
- 伊藤高史
- 戸次重幸
- 片桐仁
- 渡辺いっけい
- 兵藤ゆき
- 中村獅童
- 南美佐子（克之の母）：うつみ宮土理
- 南ひろし（克之の父）：笑福亭鶴瓶